# 컴케어 파머시
컴케어 파머시(Commcare Pharmacy)는 포트로더데일에 본사를 둔 약국이다. 이 기업은 2009년 Inc.지의 미국에서 가장 빠르게 성장하는 비공개 기업 2009년 부문에서 374위를 기록하였다.
특수 약국(specialty pharmacy)으로서 컴케어는 배급 제한품을 조제한다. 이 제품들은 일반적으로 FDA 제한으로 인해 다른 배급 채널(예: 일반 약국)을 통해 구매할 수 없다.